# Vigna firmula
Vigna firmula är en ärtväxtart som först beskrevs av Emil Hassler, och fick sitt nu gällande namn av Marechal och Al.. Vigna firmula ingår i släktet vignabönor, och familjen ärtväxter. Inga underarter finns listade i Catalogue of Life.